# Polylepiscus rorei
Polylepiscus rorei är en mångfotingart som beskrevs av Chamberlin 1918. Polylepiscus rorei ingår i släktet Polylepiscus och familjen Aphelidesmidae. Inga underarter finns listade i Catalogue of Life.